# Stan Winston
Stan Winston, född 7 april 1946 i Arlington, Virginia, död 15 juni 2008 i Malibu, Kalifornien, var en amerikansk specialeffekttekniker och sminkör samt grundare av Stan Winston Studios.
Hans arbete omfattade framförallt fullskaliga robotar samt kostymer och masker avsedda att bäras av skådespelare.
Winston nominerades flera gånger till olika utmärkelser för sina specialeffekter/sminkning och vann ett flertal. Bland de mest betydelsefulla kan nämnas två Emmy Awards, sex Saturn Awards (The Wiz, Död och begraven, Heartbeeps, Terminator 2 – Domedagen, Rovdjuret 2 och Galaxy Quest) och tre Oscars för Aliens – Återkomsten, Terminator 2 – Domedagen och Jurassic Park.
Strax innan han dog arbetade han med Jurassic Park IV (vilket sedermera skulle bli Jurassic World). Winston är begravd på Hillside Memorial Park Cemetery.

## Filmografi i urval
- 1974 - Miss Jane Pittmans självbiografi
- 1978 - The Wiz
- 1981 - Heartbeeps
- 1982 - The Thing
- 1984 - The Terminator
- 1986 - Invasion från Mars
- 1986 - Aliens
- 1987 - Rovdjuret
- 1988 - Pumpkinhead
- 1990 - Edward Scissorhands
- 1990 - Rovdjuret 2
- 1991 - Terminator 2 – Domedagen
- 1992 - Batman – återkomsten
- 1993 - Jurassic Park
- 1994 - En vampyrs bekännelse
- 1995 - Congo
- 1996 - Savannens härskare
- 1996 - The Island of Doctor Moreau
- 1996 - T2 3-D: Battle Across Time
- 1996 - Ghosts
- 1997 - The Relic
- 1997 - The Lost World: Jurassic Park
- 1997 - Mus i sitt eget hus
- 1998 - Små soldater
- 1999 - Lake Placid
- 1999 - Galaxy Quest
- 2000 - Dolt under ytan
- 2001 - Jurassic Park III
- 2001 - A.I. – Artificiell Intelligens
- 2003 - Big Fish
- 2003 - Wrong Turn
- 2003 - Terminator 3 – Rise of the Machines
- 2005 - Constantine
- 2005 - Världarnas krig
- 2006 - The Shaggy Dog
- 2008 - Indiana Jones och kristalldödskallens rike
- 2009 - Avatar
- 2010 - Shutter Island